# Олений проезд
Оле́ний прое́зд — проезд, расположенный в Восточном административном округе города Москвы на территории района Сокольники.

## Происхождение названия
Проезд получил своё название в XIX веке по близости к Оленьим прудам (по другим данным — назван в 1993 году по Большой Оленей улице, к которой примыкает)

## Расположение
Олений проезд, являясь продолжением Майского просека, проходит от Богородского шоссе по дуге на северо-восток до Большой Оленьей улицы.

## Примечательные здания и сооружения
По нечётной стороне:
По чётной стороне:

## Транспорт

### Наземный транспорт
По Оленьему проезду не проходят маршруты наземного общественного городского транспорта. У западного конца проезда, на Богородском шоссе, расположена остановка «Майский просек» автобусов № 75, 239, у восточного, на Большой Оленьей улице, — остановка «Улица Короленко» трамваев № 4л, 4пр.

### Метро
- Станции метро «Сокольники» Сокольнической линии и «Сокольники» Большой кольцевой линии (соединены переходом) — юго-западнее проезда, на Сокольнической площади